# Sancha van Provence
Sancha van Provence (circa 1228 - Berkhamsted, 9 november 1261) was van 1257 tot aan haar dood Rooms-Duits koningin. Ze behoorde tot het huis Barcelona. 

## Levensloop
Sancha was de derde dochter van graaf Raymond Berengarius V van Provence en Beatrix van Savoye, dochter van graaf Thomas I van Savoye.
Het was haar zus Eleonora, gehuwd met koning Hendrik III van Engeland, die het huwelijk tussen haar en Hendriks broer Richard van Cornwall arrangeerde. Sancha was toen nog verloofd met graaf Raymond VII van Toulouse. Raymonds zwakke rol in de Oorlog van Saintonge tegen koning Lodewijk IX van Frankrijk was een goed excuus om deze verloving af te breken. Sancha's oom Peter van Savoye werd in 1242 naar Engeland gezonden om het huwelijkscontract tussen Sancha en Richard te onderhandelen. Op 22 november 1243 vond hun huwelijk plaats in Westminster Abbey. 
In 1256 werd Richard door een meerderheid van zeven keurvorsten verkozen tot Rooms-Duits koning. Op 27 mei 1257 werden Richard en Sancha in de Dom van Aken tot Rooms-Duits koning en koningin gekroond. Vervolgens reisde het echtpaar een jaar door het Heilige Roomse Rijk. In 1258 moesten Richard en Sancha in allerijl terugreizen naar Engeland, toen de politieke situatie verslechterde. 
In de herfst van 1260 werd Sancha ziek, waarna ze in november 1261 stierf in het kasteel van Berkhamsted. Zij werd op 15 november bijgezet in de Abdij van Hailes, twee mijl ten noorden van Winchcombe.

## Nakomelingen
Sancha en haar echtgenoot Richard kregen drie zonen:
- Richard (1246-1246)
- Edmund (1249-1300), graaf van Cornwall, getrouwd met Margaret de Clare (-1312)
- Richard van Cornwall (1252–1296)

## Voorouders
| Voorouders van Sancha van Provence | Voorouders van Sancha van Provence                              | Voorouders van Sancha van Provence                              | Voorouders van Sancha van Provence                              | Voorouders van Sancha van Provence                              | Voorouders van Sancha van Provence                              | Voorouders van Sancha van Provence                              | Voorouders van Sancha van Provence                              | Voorouders van Sancha van Provence                              |
| ---------------------------------- | --------------------------------------------------------------- | --------------------------------------------------------------- | --------------------------------------------------------------- | --------------------------------------------------------------- | --------------------------------------------------------------- | --------------------------------------------------------------- | --------------------------------------------------------------- | --------------------------------------------------------------- |
| Overgrootouders                    | Amadeus III van Savoye (1094-1148) ∞ Mathilde van Albon (-)     | Amadeus III van Savoye (1094-1148) ∞ Mathilde van Albon (-)     | Gerald I van Mâcon (-1184) ∞ Guigone of Maurette van Salins (-) | Gerald I van Mâcon (-1184) ∞ Guigone of Maurette van Salins (-) | Amadeus I van Genève (1098-1178) ∞ Mathilde van Cuseau (-)      | Amadeus I van Genève (1098-1178) ∞ Mathilde van Cuseau (-)      | Aymon I van Foucigny (-) ∞ ? (-)                                | Aymon I van Foucigny (-) ∞ ? (-)                                |
| Grootouders                        | Humbert III van Savoye (1136-1189) ∞ Beatrix van Mâcon (-)      | Humbert III van Savoye (1136-1189) ∞ Beatrix van Mâcon (-)      | Humbert III van Savoye (1136-1189) ∞ Beatrix van Mâcon (-)      | Humbert III van Savoye (1136-1189) ∞ Beatrix van Mâcon (-)      | Willem I van Genève (1132-11) ∞ Beatrix van Foucigny (-)        | Willem I van Genève (1132-11) ∞ Beatrix van Foucigny (-)        | Willem I van Genève (1132-11) ∞ Beatrix van Foucigny (-)        | Willem I van Genève (1132-11) ∞ Beatrix van Foucigny (-)        |
| Ouders                             | Thomas I van Savoye (1180-95) ∞ 1196 Beatrix van Genève (-1252) | Thomas I van Savoye (1180-95) ∞ 1196 Beatrix van Genève (-1252) | Thomas I van Savoye (1180-95) ∞ 1196 Beatrix van Genève (-1252) | Thomas I van Savoye (1180-95) ∞ 1196 Beatrix van Genève (-1252) | Thomas I van Savoye (1180-95) ∞ 1196 Beatrix van Genève (-1252) | Thomas I van Savoye (1180-95) ∞ 1196 Beatrix van Genève (-1252) | Thomas I van Savoye (1180-95) ∞ 1196 Beatrix van Genève (-1252) | Thomas I van Savoye (1180-95) ∞ 1196 Beatrix van Genève (-1252) |

- Gemeinsame Normdatei: 133346250
- International Standard Name Identifier: 0000 0003 8195 6946
- Library of Congress Control Number: n2006073823
- Nederlandse Thesaurus van Auteursnamen: 304932299
- Virtual International Authority File: 263942858
- WorldCat: E39PBJghj8YbXD6rWFPxyHgdwC